# 기타히로시마시
기타히로시마시(일본어: 北広島市)는 일본 홋카이도 이시카리 진흥국 관내에 있는 시이다. 농촌으로 발전하였으나, 뉴타운이 개발되고 삿포로 도시권의 베드타운으로 인구가 증가하였다.

## 지리
시가지는 분산되어 있다. 동부 시가지는 이시카리평야에 있다. 서쪽은 대지이다. 북부에는 삿포로시, 에베쓰시에 걸쳐 있는 놋포로 삼림공원이 있다.
기타히로시마시에는 다음과 같은 강이 흐른다.
- 이시카리강
- 시마마쓰강
- 오토에베쓰강
- 왓쓰강
- 노쓰포로강(일본어판)

## 인접하는 자치체
- 이시카리 진흥국
  - 삿포로시(아쓰베쓰구, 기요타구)
  - 에베쓰시
  - 에니와시
- 소라치 종합진흥국
  - 소라치군 난포로정
  - 유바리군 나가누마정

## 역사
- 에도 시대 - 마쓰마에번에 의한 슈마맛푸 장소가 열렸다.
- 1869년 - 홋카이도 11국 86군이 설치되고 현재의 기타히로시마시는 이시카리국 삿포로군에 속했다.
- 1884년 - 히로시마현 아키군 단바라촌(현 히로시마시 미나미구 단바라)에서 25가구가 집단 이주했다. 이는 "기타히로시마"라는 지명의 유래가 되었다.
- 1894년 - 쓰키삿푸촌에서 분리되어 히로시마촌이 성립했다.
- 1968년 - 정으로 승격해 히로시마정이 되었다.
- 1996년 9월 1일 - 시로 승격해 기타히로시마시가 되었다. 이와 동시에 삿포로군은 소멸했다.

## 교육

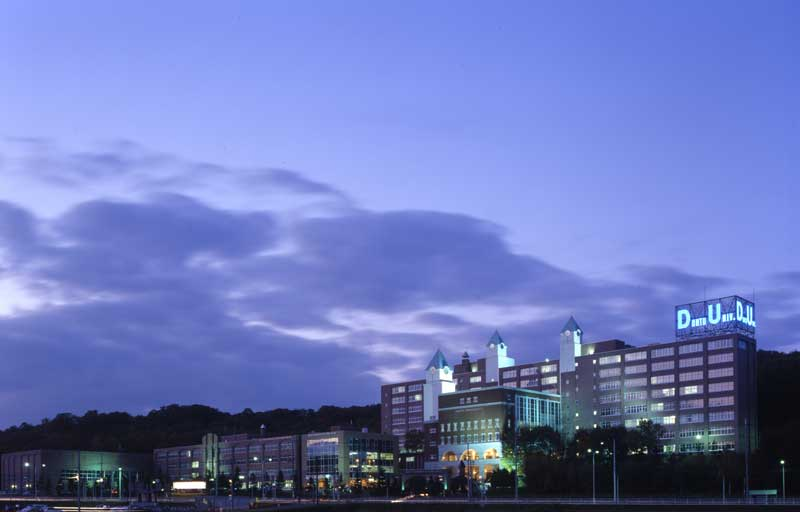
도토 대학

- 도토 대학

## 인구
'주민기본대장'에 따르면 기타히로시마시의 인구는 '도영 기타히로시마 단지'의 개발이 시작된 1970년 이후 급증했으며, 1992년에 5만 명, 2004년에 6만 명을 넘어섰으나 2008년을 기점으로 감소 추세에 있다.
|                     |          |  |
| 1970년（쇼와45년）  | 9,746명  |  |
| 1975년（쇼와50년）  | 22,264명 |  |
| 1980년（쇼와55년）  | 34,148명 |  |
| 1985년（쇼와60년）  | 40,853명 |  |
| 1990년（헤세2년）   | 47,758명 |  |
| 1995년（헤세7년）   | 53,537명 |  |
| 2000년（헤세12년）  | 57,731명 |  |
| 2005년（헤세17년）  | 60,677명 |  |
| 2010년（헤세22년）  | 60,370명 |  |
| 2015년（헤세27년）  | 59,064명 |  |
| 2020년（레이와2년） | 58,171명 |  |

|colspan="2" style="text-align:right"|일본 총무성 통계국 국세조사
|-

## 교통

### 철도
- 홋카이도 여객철도 지토세선
  - 기타히로시마역

### 도로
고속도로
- 도오 자동차도: 기타히로시마 나들목 - 왓쓰 휴게소

일반 국도
- 국도 제36호선
- 국도 제274호선

도도부현도
- 홋카이도도 제46호 에베쓰 - 에니와선
- 홋카이도도 제371호 기타히로시마 정차장선
- 홋카이도도 제790호 니베쓰 - 오마가리선
- 홋카이도도 제1080호 구리야마 - 기타히로시마선
- 홋카이도도 제1147호 오마가리 공업단지 - 우쓰쿠시가오카선
- 홋카이도도 제1148호 삿포로 - 에니와 자전차도선

## 자매 도시
- 일본 히로시마현 히가시히로시마시(1980년 7월 19일)